# Жан Александру Стеріаді
Жан Александру Стеріаді (рум. Jean Alexandru Steriadi; 29 жовтня 1880, Бухарест — 23 листопада 1956, там само) — румунський художник, графік і літограф.

## Життя і творчість
У 1897—1901 Стеріаді вивчає живопис і малюнок в бухарестського Школі витончених мистецтв (рум. Scoala de Arte Frumoase). Потім, у 1901 році він вступає до Мюнхенської академії мистецтв. Тут він навчається під керівництвом таких майстрів, як Вільгельм фон Діц, Габріель Фон Хакль, Ернст Нойман та Генріх Вольф. Період з 1903 по 1906 роки художник проводить в Парижі, де навчається в академії Жюліана в класі Жана-Поля Лорана.
Після повернення на батьківщину Стеріаді, у 1906 році, проводить в бухарестському Атенеї (рум. Ateneul Roman) свою першу персональну виставку. Пізніше був професором живопису, дизайну і графіки в бухарестської Школі витончених мистецтв, був президентом мистецького товариства Tinerimea Artistica, обирався в члени Румунської академії.
Стеріаді був видатним художником-портретистом, який залишив після себе майстерні зображення відомих діячів румунської культури — поетів і письменників Александру Мачедонски, Александру Влахуце, художника Штефана Лук'яна. Був також талановитим карикатуристом і майстром літографії. Однією з останніх робіт художника був автопортрет, закінчений у 1956 році.
Помер 23 листопада 1956 року у Бухаресті.

## Галерея

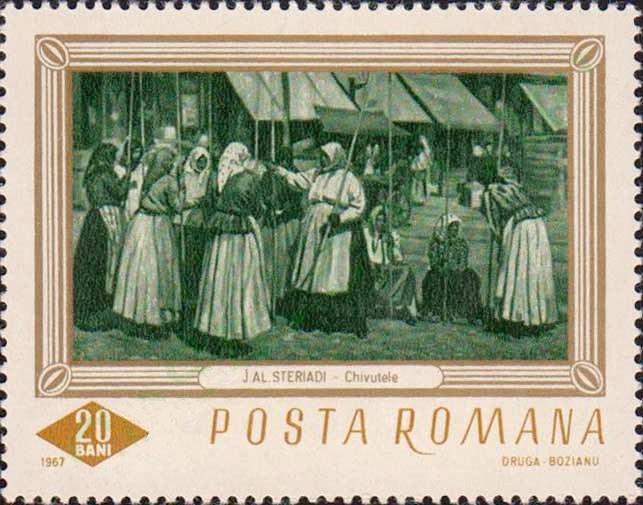
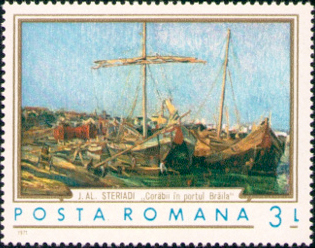